# Wspaniałe pustkowie. Spacer po Księżycu 3D
Wspaniałe pustkowie. Spacer po Księżycu 3D (tytuł oryg. Magnificent Desolation: Walking on the Moon 3D) – amerykański film dokumentalny z 2005 roku w reżyserii Marka Cowena.

## Obsada
Źródło: Filmweb
- Aaron White – James Irwin
- Brandy Blackledge – Veronica Lugo

## Odbiór
Film zarobił 33 557 433 dolarów amerykańskich w Stanach Zjednoczonych.
W 2006 roku podczas 5. edycji Visual Effects Society Awards Jack Geist, Sean MacLeod Phillips, Johnathan R. Banta i Jerome Morin zdobyli nagrodę VES Award w kategorii Outstanding Visual Effects in a Special Venue Project.